# This Is the Moment (Son Mieux)
This Is The Moment is een nummer van de indierockband Son Mieux uit 2022.
Zanger Camiel Meiresonne noemde de single 'een viering van het moment'. In de week van 21 november 2022 was het nummer de Alarmschijf. Het nummer bereikte de top 20 van de Nederlandse Top 40. Ook werd het een 3FM Megahit, 538 Favourite en NPO Radio 2 TopSong.
Het nummer werd door NOS Studio Sport gebruikt bij de uitzendingen van het WK voetbal 2022.

## Hitnotering

### Nederlandse Top 40
| Hitnotering: 26-11-2022 t/m 28-01-2023 | Hitnotering: 26-11-2022 t/m 28-01-2023 | Hitnotering: 26-11-2022 t/m 28-01-2023 | Hitnotering: 26-11-2022 t/m 28-01-2023 | Hitnotering: 26-11-2022 t/m 28-01-2023 | Hitnotering: 26-11-2022 t/m 28-01-2023 | Hitnotering: 26-11-2022 t/m 28-01-2023 | Hitnotering: 26-11-2022 t/m 28-01-2023 | Hitnotering: 26-11-2022 t/m 28-01-2023 | Hitnotering: 26-11-2022 t/m 28-01-2023 |
| Week                                   | 48                                     | 49                                     | 50                                     | 51                                     | 52                                     | 53                                     | 1                                      | 2                                      | 3                                      |
| -------------------------------------- | -------------------------------------- | -------------------------------------- | -------------------------------------- | -------------------------------------- | -------------------------------------- | -------------------------------------- | -------------------------------------- | -------------------------------------- | -------------------------------------- |
| Positie                                | 31                                     | 22                                     | 21                                     | 20                                     | 24                                     | 27                                     | 28                                     | 28                                     | 39                                     |

### NPO Radio 2 Top 2000
This Is the Moment stond alleen in 2023 in de NPO Radio 2 Top 2000, op plek 1849.